# Charlesbourg
Charlesbourg – jedna z sześciu dzielnic miasta Québec, do 2002 roku stanowiła osobne miasto, założone w 1659 roku.

## Poddzielnice
Charlesbourg jest podzielone na 6 poddzielnic:
- Notre-Dame-des-Laurentides
- Quartier des Jésuites
- Quartier 4-2
- Quartier 4-3
- Quartier 4-5
- Quartier 4-6